# 당메어
당메어(Dangme) 또는 아당메어(Adangme)는 가나 공화국 남동부에서 당베족(가족(Ga)과 동계)이 사용하는 콰어군의 언어이다. 인근의 크로보족(Krobo)도 당메어의 한 방언을 사용한다.

## 같이 보기
- 가어